# Informační systém
Informační systém (IS) je celek složený z počítačového hardwaru a souvisejícího softwaru, k němuž patří také lidé, kteří tento hardware a software využívají, a procesy (činnosti), které přitom vykonávají za účelem sběru, zpracování a šíření dat potřebných k plánování, rozhodování a řízení.

## Úvod
Definice ze záhlaví článku je stručná a celkem výstižná. Existují i jiné definice, ale většinou vyznívají obdobně, viz například následující definice z knih českých autorů:
| Podnikový informační systém vytvářejí lidé, kteří prostřednictvím dostupných technologických prostředků a stanovené metodologie zpracovávají podniková data a vytvářejí z nich informační a znalostní bázi organizace, sloužící k řízení podnikových procesů, manažerského rozhodování a správě podnikové agendy. |
| Sodomka |

| Informační systém je soubor lidí, technických prostředků a metod (programů), zabezpečujících sběr, přenos, zpracování, uchování dat, za účelem prezentace informací pro potřeby uživatelů činných v systémech řízení. |
| Molnár |

V širším slova smyslu lze ovšem za informační systém prohlásit jakýkoli „systém informací“, které jsou nějakým způsobem uvedené do souvislostí a určitým způsobem uspořádané, a nemusí to vůbec být za pomoci počítačů. Může jít třeba o kartotéku zaměstnanců nebo firemní účetní knihy. Běžně se ale takové případy jako informační systémy neoznačují a tento článek se jimi nezabývá.
Počítačové informační systémy jsou dnes extrémně důležité pro organizace všeho druhu. Bez jejich pomoci by banky nedokázaly zpracovat platby, vlády by nemohly vybírat daně, nemocnice by nesvedly pečovat o své pacienty a supermarkety by nezvládly doplňovat zboží do regálů. Při běžné rezervaci dovolené v cestovní kanceláři se různé vzájemně propojené informační systémy postarají o zajištění letenek a objednání všech hotelů. Pro všechny tyto činnosti je typické, že se při nich musí pracovat s množstvím různých údajů. Jsou to údaje o službách nebo zboží, které daná organizace poskytuje, o jejích klientech, detaily o požadavcích těchto klientů, o termínech těchto požadavků atd. Tyto údaje (nebo též data), jsou důležité a musí se pečlivě ukládat, spravovat a zpracovávat, což je právě úlohou informačních systémů.
Pojem data se přitom obvykle vztahuje k syntaxi, tj. k zápisu údajů, zatímco pro jejich interpretaci se používá pojem informace. Například data zapsaná jako řetězec znaků '23.6.1995' lze chápat (interpretovat) jako informaci o dnu klientova narození (takže data uložená v počítačích nesou informace). V běžné řeči se ovšem oba pojmy často zaměňují.
O důležitosti informačních systémů svědčí také fakt, že prakticky na všech českých i zahraničních univerzitách lze studovat nějaký bakalářský obor, který má sousloví Informační systémy ve svém názvu. Volná citace z úvodu k vzorovým osnovám pro takové bakalářské studium jeho význam objasňuje takto:
„Počítačové informační systémy se staly kritickou složkou pro výrobní průmysl, poskytování služeb a řízení organizací. Efektivní a účinné využívání informačních a komunikačních technologií je důležitým předpokladem k dosažení konkurenceschopnosti podniků a k dosažení dokonalosti služeb státních a neziskových organizací. Strategie informačních technologií a systémů je nedílnou součástí celkové strategie organizací. Informační systémy podporují řídicí procesy všech úrovní a jsou životně důležité při identifikaci problémů, při jejich analýze i při rozhodování.“

## Charakteristiky IS
S informačními systémy se nesetkávají jen lidé v roli zákazníků anebo studentů. Prakticky v každém podniku nebo organizaci se v současnosti nějaký informační systém (nebo víc takových systémů) provozuje a velká část zaměstnanců se v rámci své profese stává jejich uživateli.
Neznamená to ovšem, že když někdo v zaměstnání pracuje s počítačem, jedná se vždy o nějaký IS. V řadě případů jde jen o tzv. softwarové aplikace, určené třeba k psaní textů nebo kreslení výkresů, popřípadě o větší balíky obsahující více takových aplikací. S každou aplikací pracuje její uživatel sám na svém počítači a za výsledek také sám zodpovídá.
S informačním systémem to je složitější. Pro něj je charakteristické, že:
- IS je sada programů integrovaná do jednoho celku, který má plnit určité úlohy nikoli pro jednoho uživatele, nýbrž pro celou organizaci
- všichni uživatelé pracují s týmiž daty, uloženými ve společné databázi, a za výsledek proto zodpovídají společně. Nestačí, aby správně, přesně a včas svou práci udělal uživatel sám, stejně musí jednat i jeho kolegové. Když někdo udělá chybu, následek se může projevit v jiném útvaru resp. až po čase
- programy, které jsou součástí IS, neběží na počítačích jednotlivých uživatelů, ale na nějakém výkonném serveru (serverech) a uživatelé s nimi komunikují prostřednictvím své klientské stanice, v tzv. režimu klient–server
- komunikace se serverem probíhá na dálku (server je vzdálený, někdy v téže budově, někdy třeba v centrále společnosti v jiném městě nebo v jiné zemi) a klientskou stanicí (klientem) může být desktop (stolní počítač), notebook, tablet, chytrý mobil nebo nějaké jiné speciální zařízení

Uživatelů bývají desítky, někdy i stovky, a práce s IS na ně klade vysoké nároky. Všechna data v IS musí být stále aktuální a správná a zajistit to napořád není vůbec snadné. Důležitost dat v databázi IS vede k tomu, že se často zahrnují mezi základní složky informačního systému. Podle takto rozšířené definice pak má IS pět komponent: hardware, software, data, lidi a procesy.

## Typy IS
V současnosti existuje velké množství různých typů informačních systémů. Byla publikována řada pokusů o jejich klasifikaci (často citovaný pyramidový model vznikl již v 80. letech a patří tedy k nejstarším), avšak každá taková klasifikace vždy vychází ze situace platné v době jejího vzniku, takže vznikla-li před pár lety, v současnosti už nemusí být aktuální. A dalším silně omezujícím faktorem je, že jednotlivé zavedené kategorie obvykle nejsou disjunktní: jeden typ informačního systému často patří do více kategorií najednou. Jednoduchým příkladem jsou systémy na zpracování faktur (často označované jako fakturační software). Ty mohou být dle zahrnutých modulů zařazeny do kategorie jako je právě fakturační software, ale také účetní software, HR software či mezi velmi obecné ekonomické systémy.
Proto se v tomto článku uvádí jen velmi obecné rozdělení do dvou hlavních tříd:
- podnikové informační systémy (Enterprise Information Systems, EIS)

Takové systémy provozují podniky a organizace samy pro sebe, s vlastními daty, přičemž přístup k nim mají jen jejich pracovníci, a to podle individuálně nastavených oprávnění (takže přístup k citlivým údajům, například o finanční situaci podniku nebo o platech zaměstnanců, má jen malý okruh pověřených osob).
- veřejné informační systémy (Public Information Systems)

Na rozdíl od systémů pro podniky a organizace, veřejné informační systémy uchovávají a nabízejí takové informace, k nimž má přístup veřejnost či nějaká komunita. O jejich provoz se starají různé instituce a financují ho různými způsoby: z vlastních prostředků, z dobročinných příspěvků, z veřejných rozpočtů, z výnosů z reklamy, aj. Jako příklady lze uvést informační systémy pro veřejné knihovny a muzea nebo různé webové informační systémy, k nimž ostatně patří i Wikipedie. Takové systémy mají nejrůznější účely i využití a tento článek o nich už v dalším textu nepojednává.

## Podnikové informační systémy
To jsou systémy, které podniky a jiné organizace používají při vykonávání svých důležitých činností (tzv. podnikových procesů).
Lze je rozdělit do tří skupin:

### „Univerzální“ systémy vhodné pro nejrůznější podniky a organizace
Tato skupina je ze všech nejpočetnější, a to jak co do počtu různých IS, tak co do množství jejich nasazení (implementací) v podnicích a organizacích po celém světě. Software pro tyto systémy navrhují, vyvíjejí a dodávají specializovaní softwaroví výrobci. V Česku se používá mnoho IS od renomovaných zahraničních firem, které své systémy přeložily do češtiny a upravily podle místních podmínek a legislativy. V provozu je ale i řada informačních systémů od tuzemských výrobců. Všechny tyto IS jsou navrženy tak, aby vyhověly v rozmanitých prostředích a organizacích. Obsahují veliké množství různých funkcí a spoustu parametrů, jejichž změnami se chování těchto funkcí dá podle potřeby upravovat a přizpůsobovat.
IS z této skupiny si podniky a organizace vybírají a nakupují podle existující nabídky a potom je, obvykle s intenzivní pomocí jejich dodavatele, více či méně složitě přizpůsobují svému vlastnímu prostředí, připravují pro ně všechna potřebná základní data, která ukládají do databáze systému, a připravují (školí) své zaměstnance na uvedení systému do provozu. Celý tento proces se označuje jako implementace IS, bývá hodně náročný a zpravidla trvá dosti dlouhou dobu.
Přehled IS z této skupiny ukazuje následující tabulka. Zkratky a názvy v ní přitom nepatří konkrétním dodávaným systémům, ale označují vždy jen kategorii příbuzných IS. Tabulka neobsahuje všechny existující kategorie, nýbrž jen některé nejznámější:
| zkratka | anglicky                         | česky                          | vhodné pro                                                |
| ------- | -------------------------------- | ------------------------------ | --------------------------------------------------------- |
| ERP     | Enterprise Resource Planning     | Plánování podnikových zdrojů   | skoro všechny podniky/organizace, nejčastější typ IS      |
| SCM     | Supply Chain Management          | Řízení dodavatelského řetězce  | velké výrobní podniky                                     |
| CRM     | Customer Relationship Management | Řízení vztahů se zákazníky     | podniky s velkým počtem zákazníků                         |
| PLM     | Product Lifecycle Management     | Řízení životního cyklu výrobku | výrobní podniky s vlastní konstrukcí a CAD                |
| PDM     | Product Data Management          | Řízení výrobkových dat         | výrobní podniky s vlastní konstrukcí a CAD                |
| MES     | Manufacturing Execution System   | Výrobní řídicí systémy         | výrobní podniky                                           |
| APS     | Advanced Planning and Scheduling | Pokročilé plánování            | výrobní podniky                                           |
| HRM     | Human Resource Management        | Řízení lidských zdrojů         | velké podniky a organizace                                |
| EAM     | Enterprise Asset Management      | Správa podnikových aktiv       | podniky s vyššími nároky na správu a údržbu majetku       |
| PIM     | Product Information Management   | Správa produktových informací  | podniky s širokým produktovým portfoliem                  |
| ECM     | Enterprise Content Management    | Správa obsahu                  | organizace požadující správu nestrukturovaných informací  |
| DWH     | Data Warehouse                   | Datový sklad                   | operativní dotazy a rychlé odpovědi z obrovitých databází |
| BI      | Business Intelligence            | Business intelligence          | všestranné využití a rychlé analýzy údajů v databázi      |
| MIS     | Management Information System    | Manažerský informační systém   | aktuální přehledy o chodu podniku pro vedoucí pracovníky  |
| GIS     | Geographic Information System    | Geografický informační systém  | organizace pracující s mapami a geografickými informacemi |

Podrobnější údaje o těchto kategoriích IS lze nalézt v příslušných článcích této Wikipedie.

### Systémy určené pro speciální účely
Požadavky některých organizací jsou natolik odlišné od toho, s čím počítají „univerzální“ IS, že pořízení takového systému pro ně není účelné. Většina funkcí je pro tyto organizace zbytečná a nebyla by využita, a naopak mnoho potřebných funkcí by chybělo a musely by se nahradit zvlášť dokoupenými nebo naprogramovanými doplňky. Je-li podobných „speciálních“ organizací víc, obvykle se objeví nějaký dodavatel, který se na ně zaměří a pro ně vhodný speciální IS vyvine a nabídne. Často k tomu dojde úpravami a rozšířením softwaru, který byl původně navržen a vytvořen pro jediného zákazníka, a osvědčil se do té míry, že se objevili i další zájemci o jeho využití. Právě tak to proběhlo u níže uvedeného systému UIS.
Do této skupiny patří třeba informační systémy pro nemocnice, pro rezervaci letenek v aerolinkách anebo systémy elektronického vzdělávání (tzv. e-learning). Jako ilustrace mohou posloužit například tyto dva konkrétní IS:
|  | ISAS | Informační systém administrativy soudů | vhodný pro okresní soudy ČR |
|  | UIS  | Univerzitní informační systém          | vhodný pro české univerzity |

Další IS náležející do této skupiny lze nalézt v seznamu článků Kategorie:Informační systémy.

### Systémy navržené a vyvíjené „na míru“
Do poslední skupiny patří systémy navržené a vyvinuté pro jediného zákazníka, takzvaně na míru. K tomuto řešení se přistupuje zcela výjimečně, protože vývoj IS na míru je velmi nákladný a trpí všemi nemocemi složitých projektů: cena skoro vždy výrazně převýší dojednaný rozpočet, naplánované termíny se nikdy nepodaří dodržet a výsledné funkce neplní všechna očekávání zadavatele.
Příklady takových informačních systémů:
|  | SIS      | Schengenský informační systém | pro země EU zúčastněné na tzv. Schengenské smlouvě |
|  | IZIP     | elektronická zdravotní knížka | pro ministerstvo zdravotnictví ČR                  |
|  | Opencard | multifunkční čipová karta     | pro Magistrát hlavního města Prahy                 |

V médiích v minulosti hojně zmiňované systémy IZIP a Opencard jsou zároveň i přesvědčivou ukázkou potíží s vývojem IS na míru.

## Integrace více IS v podniku
Žádný komerční IS není tak komplexní, aby plně vyhověl všem možným potřebám organizace. Proto často podnik využívá dva nebo i více různých IS současně. Ty pak dohromady pro něj plní úlohy společného informačního (nad)systému, který mu (podle definice v záhlaví článku) jako celek má sloužit „ke sběru, zpracování a šíření informací potřebných k plánování, rozhodování a řízení“.
Tyto IS je samozřejmě možné provozovat odděleně a výměny dat nutné pro jejich spolupráci zajišťovat lidskou obsluhou. Takové „ruční propojení“ (integrace) je nejjednodušší, ale často velmi nákladné z hlediska akumulované časové náročnosti a množství administrativní práce. Mnohem lepší ovšem je skutečná systémová integrace. Její realizace může být náročná, ale získané výhody bývají značné. Integraci někdy usnadňují sami dodavatelé IS (zejména když integrované systémy pocházejí od stejného výrobce), někdy je potřebné využít služeb specializovaných firem (systémových integrátorů). Dnes už většina systémů nabízí jednotnou formu API dokumentace, která umožňuje jednotlivé systémy navzájem propojovat s minimálními náklady.
Typicky se takto v podnicích se systémem ERP kombinují systémy SCM a CRM, někdy též HRM, EAM a ECM. Ve výrobních podnicích se pak ERP doplňuje ještě systémy MES a APS, a mají-li vlastní konstrukci s CAD, pak také PDM a PLM. Velké organizace mnohdy mezi své informační systémy zařazují také BI, MIS, resp. DWH. Podrobnosti je nutné hledat v příslušných článcích.

## Další pohledy na IS
Hlavním cílem tohoto článku je vysvětlit, co informační systémy jsou a k čemu se hodí z pohledu jejich uživatelů. Celé téma IS je ovšem širší a patří do něj několik navazujících etap, které se sluší na závěr aspoň stručně zmínit:
- Návrh a vývoj

informačního systému je bez výjimky záležitostí profesionálních informatiků v softwarových firmách, kteří ovšem musí úzce spolupracovat s odborníky a praktiky ze všech podporovaných oblastí, pokud má být systém úspěšný.
- Výběr

vhodného systému z existující velmi široké nabídky je těžkým úkolem pro každý podnik či organizaci, která se pro jeho nákup rozhodne. Vyžaduje dokonalou nebo aspoň dobrou znalost vlastního prostředí a všech procesů, které v něm probíhají (tu mají lidé z podniku), a také dokonalou nebo aspoň dobrou znalost všech IS, mezi kterými se vybírá, a tu nemá nikdo. Zástupci jednotlivých dodavatelských firem totiž znají vždy jen svůj systém a ne ty ostatní. Nezávislí konzultanti detailně znají většinou také jen jeden systém, pouze výjimečně dva nebo tři. Skutečně objektivní posouzení je tedy prakticky nemožné. Pomoci ale mohou volně dostupné katalogy, které pravidelně sbírají veřejná data a jednotlivé informační systémy dělí do příslušných kategorií.
- Implementace

byla již zmíněna výše. Je to obtížná etapa, které se nelze vyhnout, protože zakoupený hardware i software (s prázdnou databází) se sice dá nainstalovat během týdne, ovšem taková výchozí instalace je zcela nepoužitelná a připravit další tři nezbytné komponenty každého IS - data, lidi a procesy - vyžaduje hodně úsilí od hodně zúčastněných a skoro vždy to trvá mnoho měsíců.
- Provozování

Nainstalovaný IS se v organizaci provozuje řadu let (typicky deset a víc). Nebývá chuť měnit to, co funguje, zejména u vědomí toho, že výměna IS znamená znovu absolvovat jeho obtížný výběr a implementaci, případně i integraci, a také uhradit nové vysoké náklady. Během doby provozování IS se mění vnější prostředí i potřeby podniku, lidé odcházejí a přicházejí, může se měnit organizační struktura a velikost podniku, a dokonce i náplň jeho činnosti. Aby IS stále řádně plnil svou úlohu, musí se tomu přizpůsobovat nastavené podnikové procesy. A je nutné také soustavně pečovat i o ostatní složky systému: starat se o hardware a software, systematicky monitorovat správnost a úplnost dat v databázi, připravovat kompletní školení pro nové zaměstnance a občasné doškolování pro ostatní, aby všichni uživatelé stále rozuměli tomu, co a proč dělají (nic by neměli dělat bez přemýšlení, jen proto, že „systém to tak vyžaduje“). Za všechny tyto úlohy musí zodpovídat k tomu určení kvalifikovaní pracovníci.